# Akronym
 Der er for få eller ingen kildehenvisninger i denne artikel, hvilket er et problem. Du kan hjælpe ved at angive troværdige kilder til de påstande, som fremføres i artiklen.

En initialforkortelse, et initialord eller et akronym (af græsk akros 'yderst, i spidsen af' og onyma 'navn') er et ord dannet af begyndelsesbogstaverne fra flere ord eller orddele, såsom NATO eller DSB. Det er altså en form for forkortelse.
NATO er et eksempel på en initialforkortelse udelukkende dannet af begyndelsesbogstaverne af hele ord: North Atlantic Treaty Organisation, mens DSB er en initialforkortelse dannet delvist af orddele: Danske Statsbaner.
En forkortelse er derimod ikke et akronym hvis den indeholder forstavelser og/eller forkortelsespunktum(mer). Eksempler på forkortelser, der ikke er akronymer, er Benelux (Belgien Nederlandene Luxembourg), f.eks. (for eksempel) og bl.a. (blandt andet).

## Rekursive akronymer
Et rekursivt akronym er et særligt akronym, hvor en del af akronymet står for akronymet selv (eksempel: GNU står for GNU is not Unix eller PHP, som står for PHP: Hypertext Preprocessor).
I typografisk design sættes akronymer med såkaldte kapitæler; store bogstaver (majuskler) skrevet i samme højde som de små bogstaver (minuskler).

## Numeronym
Et numeronym er et akronym, som kun bibeholder startbogstav og slutbogstav - og erstatter de mellemliggende bogstaver med antallet af udeladte bogstaver - typisk i det engelske ord - fx:
- v12n - virtualization
- i18n - internationalization
- l10n - localization
- m17n - multilingualisation